# Mandres-aux-Quatre-Tours
Mandres-aux-Quatre-Tours település Franciaországban, Meurthe-et-Moselle megyében. Lakosainak száma 201 fő (2022. január 1.). Mandres-aux-Quatre-Tours Beaumont, Bernécourt, Hamonville, Royaumeix, Seicheprey, Broussey-Raulecourt, Geville és Rambucourt községekkel határos.

## Népesség
A település népességének változása:
| Lakosok száma | 210  | 171  | 162  | 178  | 178  | 179  | 187  | 187  | 188  | 201  |
|               | 1968 | 1982 | 1990 | 2006 | 2013 | 2015 | 2017 | 2019 | 2020 | 2022 |